# Grotte de Roucadour
La grotte de Roucadour ou grotte de Roucadou est une grotte ornée préhistorique située dans la commune française de Thémines (département du Lot).
Cette grotte appartient à l'État mais elle n'est pas visitable. Elle est inscrite au titre des monuments historiques le 28 août 1964.
C'est le site éponyme du Roucadourien, faciès de transition entre le Paléolithique et le Néolithique.

## Localisation
La commune de Thémines est située à 40 km au nord-est de Cahors et 20 km au nord-ouest de Figeac, sur le causse de Gramat, . 
La grotte se trouve à environ 2 km au sud-ouest du bourg de Thémines, près de la route RD 40 qui le relie à Flaujac-Gare et Espédaillac.

## Géologie
Dans son livre Les Abîmes, Édouard-Alfred Martel présente la grotte comme étant « une ancienne « goule » ayant absorbé un courant superficiel à la fin du tertiaire et au début du quaternaire ». 
La grotte comprend une galerie principale aux dimensions imposantes (15 à 20 m de largeur pour 15 m de hauteur au maximum). Sa longueur n'est que de 280 m. Elle comporte plusieurs « salles », dont la « salle des peintures ».
Une petite galerie adjacente non connue de Martel a été découverte après le dégagement d'une « chatière ». Elle a une longueur d'une trentaine de mètres et une largeur de 5 à 7 m.
Un effondrement s'est produit à la fin du Paléolithique supérieur, obstruant la salle où ont été découvertes les peintures.
La grotte est précédée par une doline.

## Historique des fouilles

### Fouilles initiales (Martel, 1890 et 1925)
Connue depuis la fin du XIXe siècle, la grotte de Roucadour est explorée par Édouard-Alfred Martel en 1890. Il mène une nouvelle campagne de fouilles en 1925, accompagné par André Niederlender (céramiques). 

### Fouilles des années 1950 et 1960
La doline située devant la grotte est fouillée entre 1951 et 1957 (publication des résultats en 1967).
En 1962, deux spéléologues du club de Brive, Pierre Taurisson et Jean-Paul Coussy, découvrent des peintures et des gravures pariétales dans la galerie secondaire. 
La grotte est aussi explorée par le groupe spéléologique de Saint-Céré qui découvre une grande quantité de céramiques dans la cavité principale (résultats publiés en 1964). 
L'abbé André Glory (professeur au petit séminaire de Toulouse et préhistorien) est chargé de l'étude de la grotte. Mais il meurt en 1966 dans un accident de voiture avec son collaborateur l'abbé Jean-Louis Villeveygoux.

### Depuis le rachat par l'Etat (1992)
L'État achète la grotte en 1992. 
Michel Lorblanchet, directeur honoraire de recherche au CNRS, est chargé d'en faire l'étude exhaustive. Dans ce but, il constitue en 2002 une équipe internationale pluridisciplinaire d'une dizaine de chercheurs et d'étudiants. Lui-même découvre une sépulture au nord de la grotte.
Jean Gascó étudie la continuité des occupations du site sur près de dix mille ans, d'abord une halte de chasse, puis un habitat permanent du Mésolithique et du Néolithique.

## Occupation du site
D'après André Glory, les peintures de la salle des peintures montrent que la grotte a été occupée au Paléolithique supérieur, à l'Aurignacien II-III et peut-être au Gravettien (c'est-à-dire avant l'effondrement signalé plus haut). L'absence de recherche en profondeur ne permet pas de préciser si la grotte a alors été seulement un lieu rituel ou un lieu d'habitat.
D'autres occupants s'installent après cet effondrement. Des restes de foyers ont été trouvés dans la « salle de la Grande colonne », qui a été occupée jusqu'à l'époque gallo-romaine. Un point d'eau bien protégé a peut-être été à l'origine de l'occupation de la doline. Le matériel qui y a été découvert est proche du Bronze final Ib et IIa comme l'épée de type Erbenheim qui y a été trouvée.

## Contenu archéologique

### Objets
- Céramique

### Les œuvres pariétales
La grotte de Roucadour est ornée de figures pariétales dont 495 sont connues à ce jour, notamment : 
- 139 représentations animales, dont 43 chevaux, 22 félins, 16 mégacéros, 11 bisons, 9 mammouths et quelques représentations d'autres espèces dont un oiseau et un ours ;
- 213 signes géométriques dont 44 cercles échancrés caractéristiques de Roucadour, ainsi que d'autres motifs dont une série de mains négatives rouges et noires.

## Le Roucadourien
La grotte a donné son nom à un faciès culturel de transition entre le Mésolithique et le Néolithique, le Roucadourien, notamment dans la couche C qui est datée au 14C à 3 980 + 307/- 296 - corrigée à environ 4200 av. J.-C. pour tenir compte de l’effet Suess ; mais cette date reste à confirmer. La couche inférieure est typique du Néolithique ancien continental du Sud-Ouest. La notion de Roucadourien est cependant contestée, seuls quelques sites du rebord méridional du Massif central pouvant témoigner de contacts entre chasseurs-cueilleurs mésolithiques et agriculteurs néolithiques.